# Camillo Casati
Il conte Camillo Alfonso Casati (Milano, 15 agosto 1805 – Milano, 23 ottobre 1869) è stato un politico, militare e nobile italiano.

## Biografia
Quartogenito di Gaspare Casati e di Luigia dei conti Settala, fratello di Gabrio Casati, si laureò in Giurisprudenza presso l'Università degli Studi di Pavia.
Nominato erede fiduciario universale della sorella Teresa Confalonieri, ne amministrò per parecchi anni la giacente sostanza, consegnata poi al cognato Federico all'uscita dallo Spielberg.
Sposò Anna dei conti Giulini della Porta (1818-1883), sorella del politico milanese Cesare Giulini della Porta, dalla quale ebbe sette figli.
Fu colonnello della Guardia Nazionale a Milano (1859) e, in seguito, divenne consigliere provinciale.
Fu il primo sindaco di Muggiò dopo l'unità d'Italia (1860-1869) e consigliere comunale ad Arcore.
Negli ultimi anni si occupò di questioni legate all'agricoltura, all'industria e ai trasporti, come l'istituzione di linee tranviarie e ferroviarie nell'area milanese, tra tutte la Milano-Monza-Lecco.
I suoi resti mortali riposano, con quelli di tutti i suoi discendenti, presso il monumentale mausoleo Casati Stampa di Soncino nel cimitero urbano di Muggiò (Monza e Brianza).